# Heterangaeus esakii
Heterangaeus esakii là một loài ruồi trong họ Pediciidae. Chúng phân bố ở vùng sinh thái Palearctic.